# Куллендорф, Гуннар
Гу́ннар Теодо́р Ку́ллендорф (англ. Gunnar Teodor Kullendorff; 26 марта 1914, Карлскруна — 3 октября 1993, Лунд, Мальмёхус) — шведский кёрлингист.
В составе мужской сборной Швеции по кёрлингу участник и бронзовый призёр чемпионата мира 1965. Чемпион Швеции среди мужчин.
Играл на позиции третьего, был скипом команды.

## Достижения
- Чемпионат Швеции по кёрлингу среди мужчин: золото (1965).

## Команды
| Сезон   | Четвёртый   | Третий            | Второй       | Первый          | Турниры            |
| ------- | ----------- | ----------------- | ------------ | --------------- | ------------------ |
| 1964—65 | Туре Рюдман | Гуннар Куллендорф | Сигурд Рюден | Бёрье Хольмгрен | ЧШМ 1965 · ЧМ 1965 |

(скипы выделены полужирным шрифтом)